# Mstitel (film, 1989)
Mstitel (v anglickém originále The Punisher) je australsko-americký akční film z roku 1989, který natočil Mark Goldblatt podle komiksových příběhů o Punisherovi. V USA měl být do kinodistribuce dán v srpnu 1989, nicméně kvůli finančním problémům distributora k tomuto kroku nedošlo. Od podzimu 1989 byl promítán v kinech v ostatních zemích po celém světě a v USA vyšel až na VHS a LD v červnu 1991.

## Příběh
Po smrti své manželky a dětí se bývalý policista Frank Castle stal záhadným samozvaným Mstitelem, který má za posledních pět let na svědomí 125 vražd členů mafiánských rodin, protože právě oni zabili jeho rodinu. Na Mstitelově stopě je Castleův bývalý parťák detektiv Berkowitz, zatímco Castle sám chce využít příležitost k odplatě, neboť zločinecké rodiny se ve svém podnikání spojily, aby zabránily jakuze vstoupit na jejich teritorium.

## Obsazení
- Dolph Lundgren jako Frank Castle / Mstitel (v originále The Punisher)
- Louis Gossett, Jr. jako detektiv Jake Berkowitz
- Jeroen Krabbe jako Gianni Franco
- Kim Miyori jako lady Tanaka
- Bryan Marshall jako Dino Moretti
- Nancy Everhard jako detektiv Sam Learyová
- Barry Otto jako Shake